# Schönfeld (Mecklemburgo-Pomerânia Ocidental)
Schönfeld é um município da Alemanha, situado no distrito de Mecklenburgische Seenplatte, no estado de Mecklemburgo-Pomerânia Ocidental. Tem 16,03 km² de área, e sua população em 2019 foi estimada em 347 habitantes.